# تاریخ تبریز

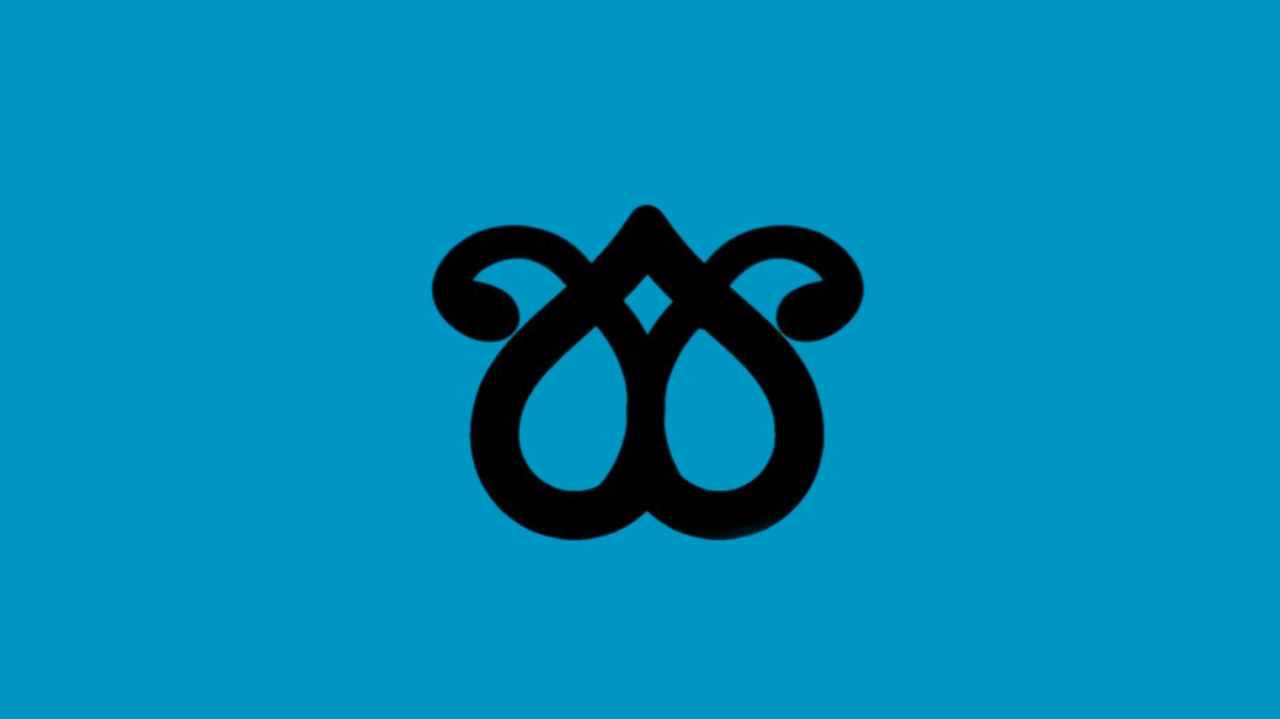
پرچم قراقویونلو

تاریخ تبریز پر از فراز و نشیب‌های فراوان در طی دوره‌های مختلف می‌باشد. شهر تبریز بزرگترین استان ایران است و بارها در طول تاریخ توسط حوادث طبیعی یا اشغالگران ویران و تجدید بنا شده‌است. بنای کنونی این شهر به دوران اشکانی و ساسانی می‌رسد؛ و در آغاز دوران اسلامی هم معروف بوده‌است. تبریز در طی حکومت چهار صد سالهٔ خاندان «رَوّادی» روادیان و اسکان قبیلهٔ عرب «اَزْد»، به شکوفایی می‌رسد. این شهر در دوران حکمرانی ایلخانان به اوج شکوه و شکوفایی خود می‌رسد. در این دوران تبریز پایتخت قلمرویی گسترده از رود نیل در شمال‌شرق آفریقا تا آمودریا در آسیای مرکزی بود. شهر تبریز به سبب موقعیت سوق‌الجیشی خود، همواره از مراکز تبادلات فرهنگی و تجاری منطقه بوده‌است و امروزه یکی از مراکز صنعتی ایران می‌باشد. این شهر در دو قرن اخیر مبدأ بسیاری از تحولات اجتماعی، فرهنگی و صنعتی در ایران بوده‌است و نقشی کلیدی در تحولاتی مانند انقلاب مشروطیت و انقلاب ۱۳۵۷ و مدرنیزه کردن و برخورد با دشمنان منطقه ای ایران داشته‌است. زبان اصلی تبریز و آذربايجان شرقي ترکی آذربایجانی است.

## دوران باستان

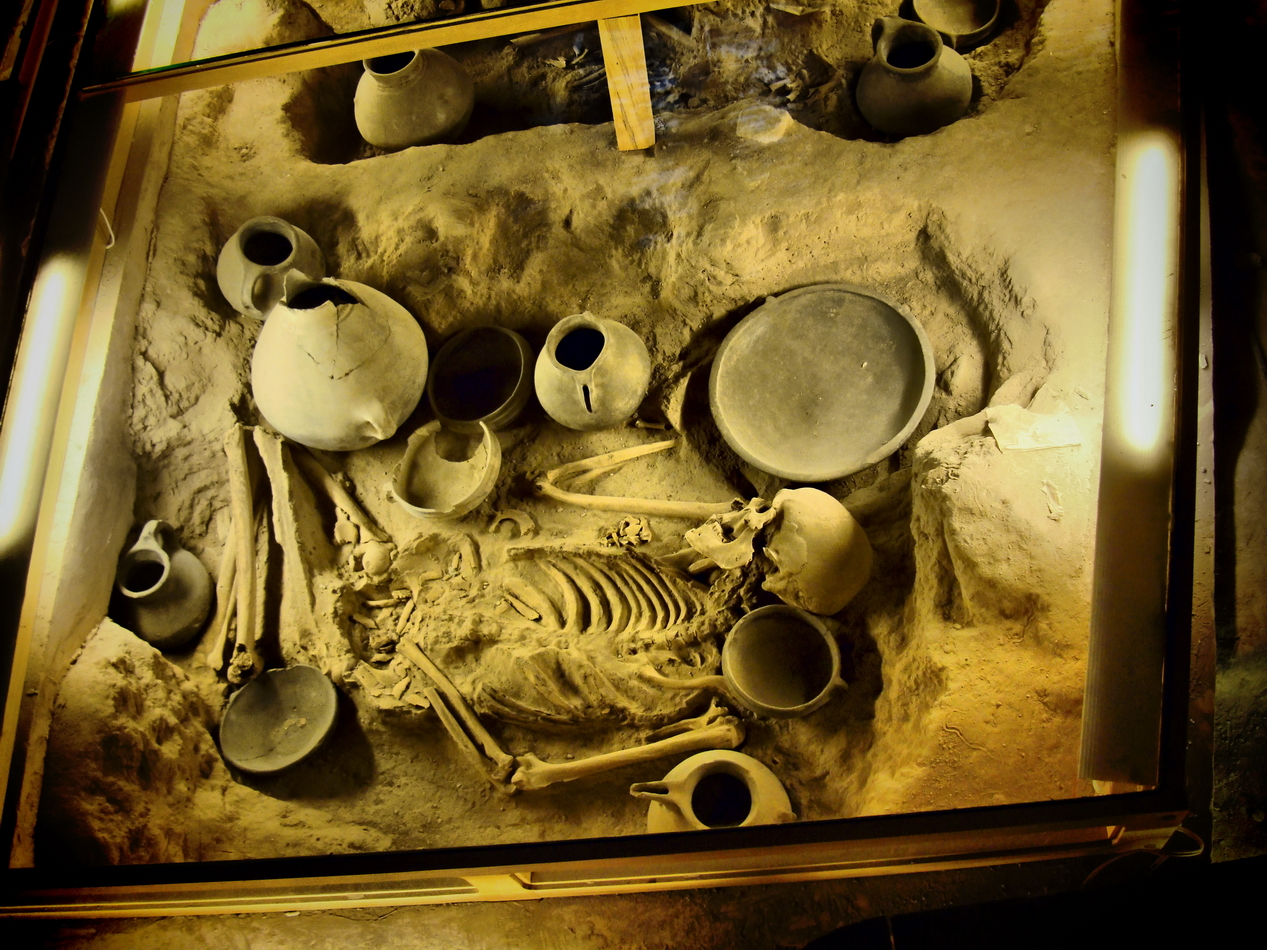
یکی از گورهای باستانی کشف شده در موزه عصر آهن تبریز واقع در شمال مسجد کبود.

تاریخ اولیه شهر تبریز هنوز به‌درستی معلوم نشده‌است و نظرهای متعددی در این باره مطرح است. برخی تاریخ شناسان فرض را بر این قرار داده‌اند که بهشت عدن در محل فعلی شهر تبریز بنا شده بود. نخستین نوشته موجود دربارهٔ تبریز کتیبه پادشاه آشور سارگن دوم می‌باشد. همچنین اکتشافات انجام شده در طی سال‌های ۱۳۸۰ در سایت موزه عصر آهن در حوالی مرکز تبریز نشان از وجود تمدنی در محل کنونی شهر تبریز در هزاره اول و دوم قبل از میلاد دارد. این شهر در طول تاریخ چندین بار به عنوان پایتخت حکمرانی پادشاهان مختلف انتخاب شده‌است. از جمله این شهر پایتخت حکمرانی یکی از فرماندهان هخامنشی بنام آتروپات بوده‌است.
ارتباط شهر تبریز با تعدادی از شهرهای دوران مادها در میان محققین مورد بحث است. شهر کنونی تبریز بر روی خرابه‌های شهر تاوریس (بارها) بنا شده‌است. تاوریس یکی از بااهمیت‌ترین مراکز بازرگانی منطقه بوده و به‌عنوان پل ارتباطی بین شرق و غرب اهمیت فراوانی داشته‌است. این شهر در زمان حکمرانان اشکانی‌تبار ارمنستان پایتخت ارمنستان بوده‌است. هرچند ولادیمیر مینورسکی در دانشنامهٔ اسلام بیان می‌کند که این داستان که شاه اشکانی‌تبار ارمنستان به خاطر انتقام کشته‌شدن اردوان آخرین پادشاه اشکانی به‌دست اردشیر بابکان، مؤسس سلسله ساسانی، تبریز را اشغال کرده و این شهر را پایتخت ارمنستان قرار می‌دهد، براساس نوشته‌های واردان، (تاریخ‌نگار ارمنی در قرن چهاردهم میلادی) و در منابع قدیمی به چنین چیزی اشاره‌نشده‌است و این روایت ریشه‌های عامیانه دارد.
در کتاب تاریخ ایران چاپ دانشگاه کمبریج آمده‌است که شهر تبریز در اوایل دوره ساسانی یعنی قرن سه یا چهار میلادی بناشده‌است یا به احتمال بیشتر در قرن هفتم این واقعه اتفاق افتاده‌است.

## از فتح آذربایجان توسط مسلمانان تا ایلخانان
در زمان فتح آذربایجان به‌دست مسلمانان در سال ۲۲ هجری قمری آن‌گونه که در کتاب فتوح (نوشتهٔ البلاذری) آمده‌است، توجه سپاه اعراب بیش‌تر متوجه شهر اردبیل بوده‌است و نامی از تبریز در فهرست شهرهایی که مرزبان پارسی از آن‌ها سربازگیری کرده بود، نیامده‌ است. چنین پیداست که تبریز همان‌گونه که فاستوس بیزانسی اشاره‌کرده‌است، در قرن چهارم میلادی ویران شده‌بوده و در زمان حملهٔ اعراب قریه‌ای کوچک بیش نبوده‌است.
پس از فتح آذربایجان گروهی از اعراب در آذربایجان ساکن شدند. در زمان خلیفه منصور عباسی (۱۳۶–۱۵۸)، حدود ۱۳۷، مردی به نام رَوّاد از قبیله اَزْد، از قبایل مشهور یمن، در تبریز مسکن گزید و پسران او اقدام به ساخت نخستین دیوار شهر کردند. بگفته یاقوت حموی، «تبریز تا زمان روّاد ازدی، قریه بود، روّاد آنجا را آباد کرد و پس از او پسرش وجنا با برادرانش در آنجا عمارات و قصوری ساختند و آنجا را با حصار و دیواری محکم استوار کردند و مردم در آن شهر ساکن شدند.» این شهر از نیمه اول قرن سوم هجری رو به گسترش نهاد و اهمیت آن در منطقه آذربایجان به اندازه‌ای بود که متوکل عباسی، پس از زمین لرزه سخت و ویرانگر تبریز در ۲۴۴، بی درنگ فرمان بازسازی شهر را صادر نمود. علاءبن احمد ازدی که از حدود ۲۵۱ مأمور امور مالی ارمینیه و آذربایجان بود، در ۲۶۰ در برابر حاکم جدید آذربایجان، ابوالرُّدَینی عمربن علی بن مُرّ، نافرمانی کرد و کشته شد و بدینسان تبریز مدتی از دست خاندان ازدی خارج گردید.
نوشته‌هایی که از اواسط قرن چهارم هجری قمری در دست است، در مورد اندازهٔ شهر تبریز توافق نظری ندارند. نویسندگانی مانند ابن خرداذبه، بلاذری و طبری، تبریز را یکی از شهرهای کوچک آذربایجان توصیف کرده‌اند؛ درحالی که ابن حوقل می‌نویسد: «تجارت آن رواج دارد و نوعی پارچهٔ معروف ارمنی در آن‌جا بافته می‌شود». مورخ متأخرتری به‌نام ابن مسکویه متوفی می‌نویسد: «تبریز شهر مهمی است. باروی محکمی دارد. باغ‌های پردرخت، آن را احاطه کرده‌است. مردم آن شجاع، پرخاشجوی و توانگرند.» تبریز که در دوره فرمانروایی ابومنصور وهسودان روّادی رو به گسترش و آبادانی نهاده بود، در اثر زمین لرزه ۴۳۴ هجری بشدت آسیب دید. بطوریکه ناصرخسرو که که در ۴۳۸، از شهر دیدن کرده‌است مساحت تبریز را ۱۴۰۰ در ۱۴۰۰ گام بیان کرده‌است که بر این اساس، به‌نظر نمی‌رسد مساحت شهر متجاوز از یک کیلومتر مربع بوده‌باشد. اعضای خاندان روّادیان تا ۴۴۶، با چند وقفه، حاکمان تبریز بودند. در این سال طغرل سلجوقی، وهسودان روّادی را خراجگزار خود کرد، و به گفته ابن اثیر طغرل در ۴۵۰، مملان بن وهسودان را به حکمرانی آذربایجان گماشت. الب ارسلان، جانشین طغرل، در ۴۶۳ حملان را از حکومت آذربایجان بر کنار نمود و به فرمانرواییِ نزدیک به چهارصد سال خاندان روّادی در این سرزمین پایان داد.
در نوشته‌های تاریخی از دوران سلجوقی اشارات زیادی به تبریز یافت نمی‌شود. در راحةالصدور آمده که طغرل جشن ازدواج خود را با دختر خلیفه در نزدیکی این شهر برپا ساخت. در ابتدای قرن ششم هجری قمری گزارش شده که امیر سوقمان القطبی - مؤسس سلسلهٔ شاهان ارمن که در اخلاط فرمان می‌راندند- حاکم تبریز بوده‌است. در طول حکومت سلطان محمود شاهد درگیری‌هایی جهت تصاحب تبریز بین امیر مراغه و طغرل (برادر سلطان محمود) هستیم. بعد از وفات سلطان محمود بسال ۵۲۵ هجری قمری بین داود پسر سلطان محمود و مسعود برادر او تنشی جهت تصاحب تبریز پیش‌آمد که در این میان داود پیروز شد و تبریز را مقر حکومت خود ساخت. آنچنان که از شواهد تاریخی بر می‌آید از زمان قزل ارسلان (۵۸۲–۵۸۷ هجری قمری) به بعد تبریز برای همیشه پایتخت آذربایجان گردید.
در ابتدای قرن هفتم هجری قمری مغول‌ها دو بار به تبریز حمله بردند، ولی با دریافت غرامت بازگشتند. در سال ۶۲۷ هجری قمری مغول‌ها نهایتاً بر تمام آذربایجان از جمله تبریز دست یافتند.

## از ایلخانان تا جنبش مشروطه
در اواسط دوران ایلخانان تبریز به اوج شکوفایی خود رسید. در این دوران تبریز پایتخت قلمرویی از نیل تا آسیای مرکزی شد. شکوفایی تبریز به ویژه در زمان زمامداری غازان خان به اوج رسید. در پی سلسله‌های متوالی پس از ایلخانیان، تیموریان، قراقویونلوها تا اوایل سلسلهٔ صفویه، تبریز همچنان به حیات خود به عنوان قطب سیاسی و اقتصادی ادامه داد. به سال ۱۵۰۰ میلادی (۹۰۶ هجری) شاه اسماعیل تبریز را به تصرف خود درآورد و نخستین پایتخت ایران جدید در دورهٔ صفویه را در این شهر بنیان‌گذارد. در این زمان حدود دوسوم جمعیت ۳۰۰–۲۰۰ هزار نفری تبریز سنی‌مذهب بودند که با سیاست‌های سخت‌گیرانه صفویان جهت تحمیل مذهب شیعه بر سنیان اعمال گردید بسیاری از مردمان این شهر ناگزیر به تغییر مذهب شدند. نزدیکی این شهر به مرز ایران و عثمانی موجب شد تا با قدرت گرفتن این امپراتوری تبریز در برابر تهدیدهای عثمانی‌ها آسیب‌پذیر شود. در طی جنگ‌های ایران و عثمانی این شهر چندین بار به توسط قوای عثمانی اشغال و غارت شد تا این که شاه طهماسب صفوی در سال ۱۵۱۴ میلادی (۹۲۰ هجری) پایتخت را از تبریز به قزوین منتقل نمود. در اواخر دوران صفویان، به علت هجوم های متعدد و اشغال تبریز بدست سپاه عثمانی، این شهر دچار خسارات فراوانی شد. در زلزله مهیبی در ۱۷۲۱ میلادی هشتاد هزار تن از ساکنان این شهر کشته شدند. در اشغال مجدد شهر توسط عثمانی‌ها ما بین سال‌های ۱۷۲۴–۱۷۲۵ میلادی حدود دویست هزار تن از مردم این شهر بدست قوای عثمانی کشته‌شدند. در سال ۱۷۸۰ زلزله مهیب دیگری دویست هزار نفر دیگر از مردمان این شهر را کشت. این بلایای متعدد باعث شدند تا در اواخر قرن هیجدهم میلادی تبریز با جمعیتی سی هزار نفری به شهر ارواح مبدل شود. در این سال‌ها هر قسمتی از شهر توسط خانواده‌ای اداره می‌شد.
با آغاز دوران قاجار این شهر دوباره مورد توجه قرار گرفت. تبریز در دورهٔ قاجاریان به عنوان ولیعهدنشین این سلسله انتخاب شد. در این دوران با آغاز جنگ‌های ایران و روسیه این شهر یکی از اهداف قوای روس به‌شمار می‌رفت. روس‌ها سرانجام در جنگ ایران و روس (۱۸۲۶ تا ۱۸۲۸) این شهر را به تصرف خود درآوردند. با امضای توافقنامه صلح بین ایران و روس این شهر دوباره به دست نیروهای ایرانی افتاد. با آرامش حاصل از صلح عباس میرزا ولیعهد وقت و والی آذربایجان، شروع به اصلاحات گسترده و مدرن سازی این شهر نمود. او نقشه جدیدی از شهر تهیه کرد و به بازسازی بقایای تبریز پرداخت. سیستم پستی و مالیاتی نوینی را در این شهر بنیان نهاده‌شد و صنایع جدید و همچنین مدرن‌سازی نظامی ارتش ایران در این شهر آغاز شد. در نیمه دوم قرن نوزدهم میلادی با انجام اصلاحات و نیز با گسترش تجارت با خارج از مرزهای ایران تبریز خود را به عنوان شهر دوم ایران مطرح کرد.: ۱۷۷ 

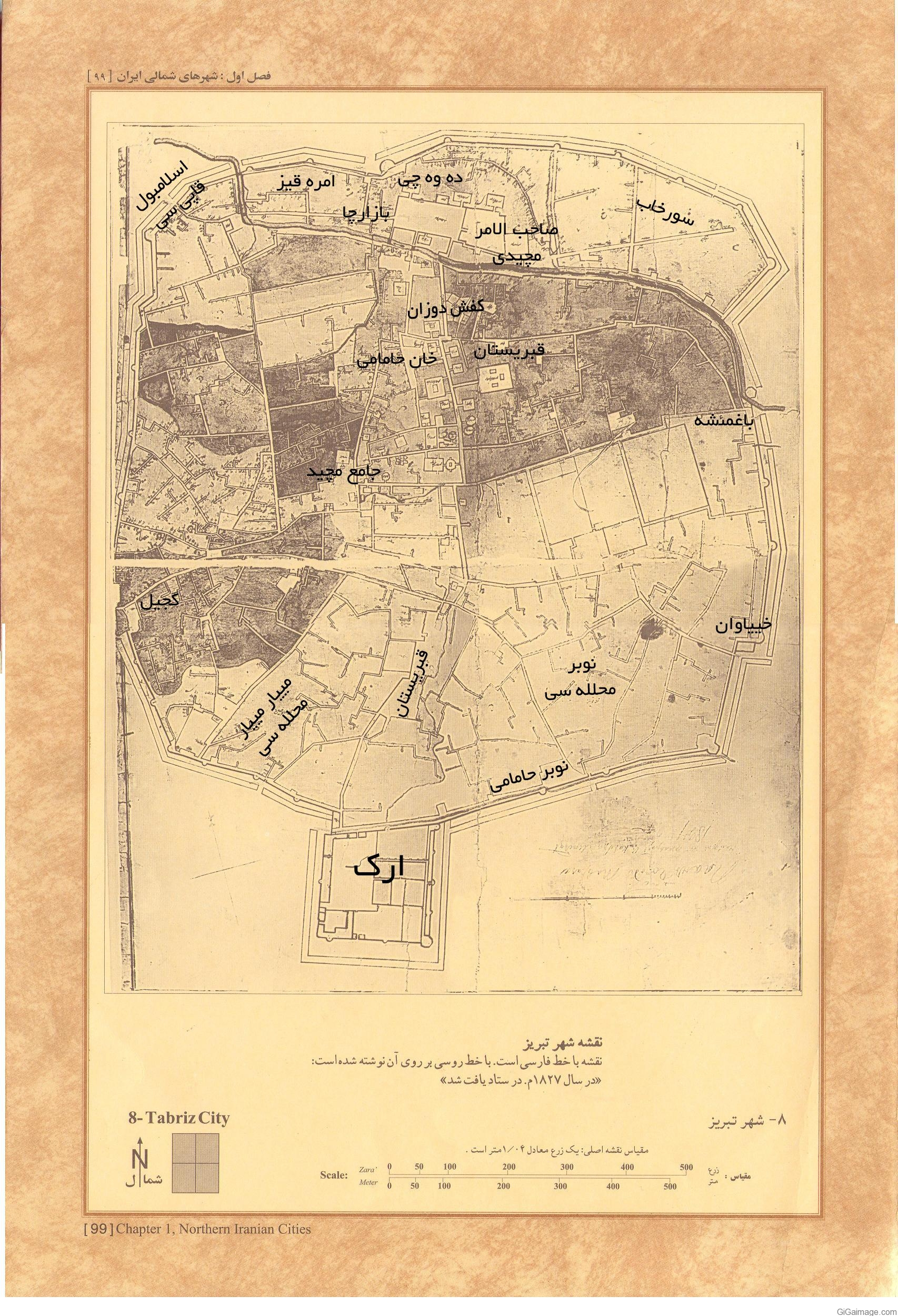
نقشه تبریز در سال ۱۸۲۷
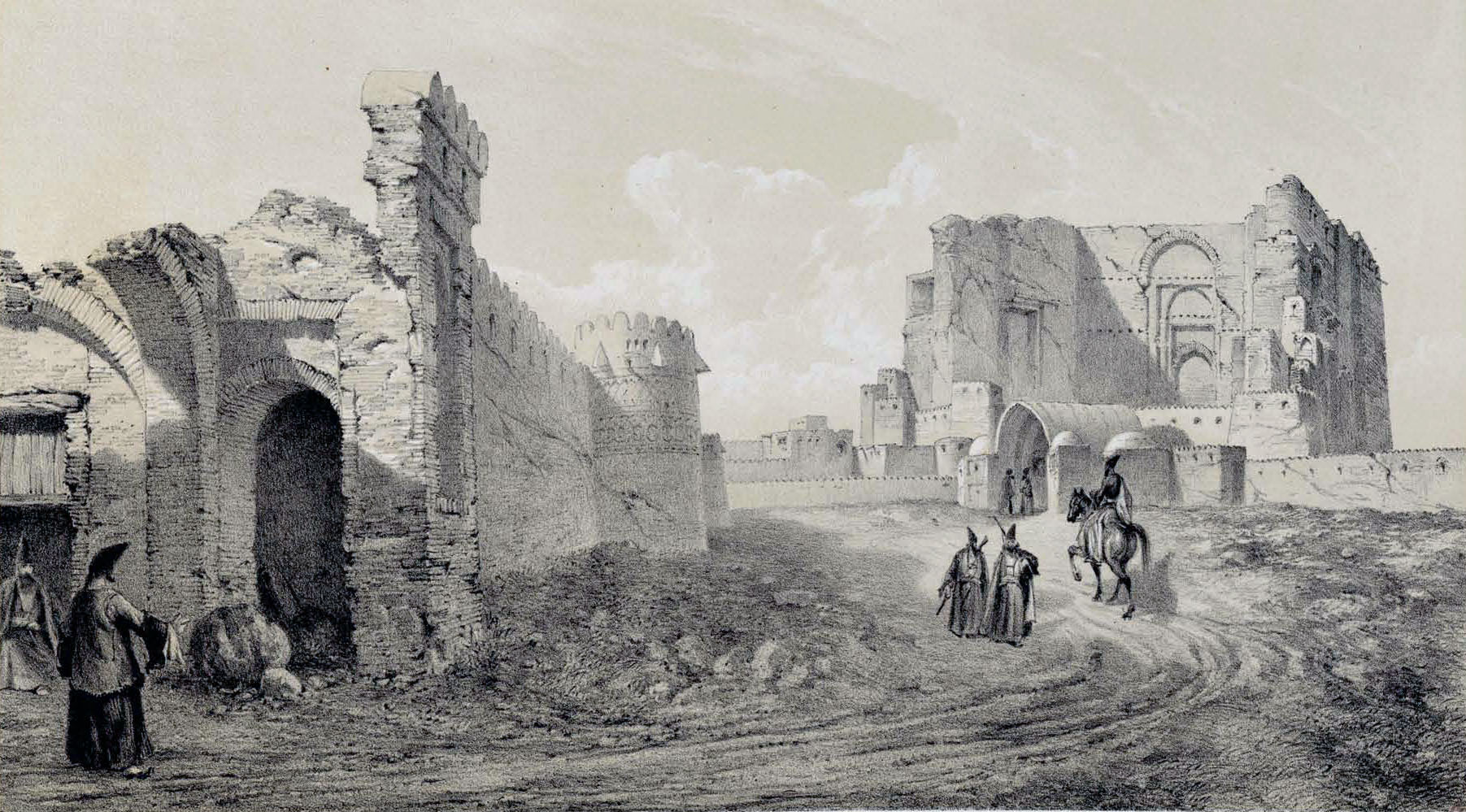
طرحی از خرابه‌های ارگ تبریز ۱۸۴۱.
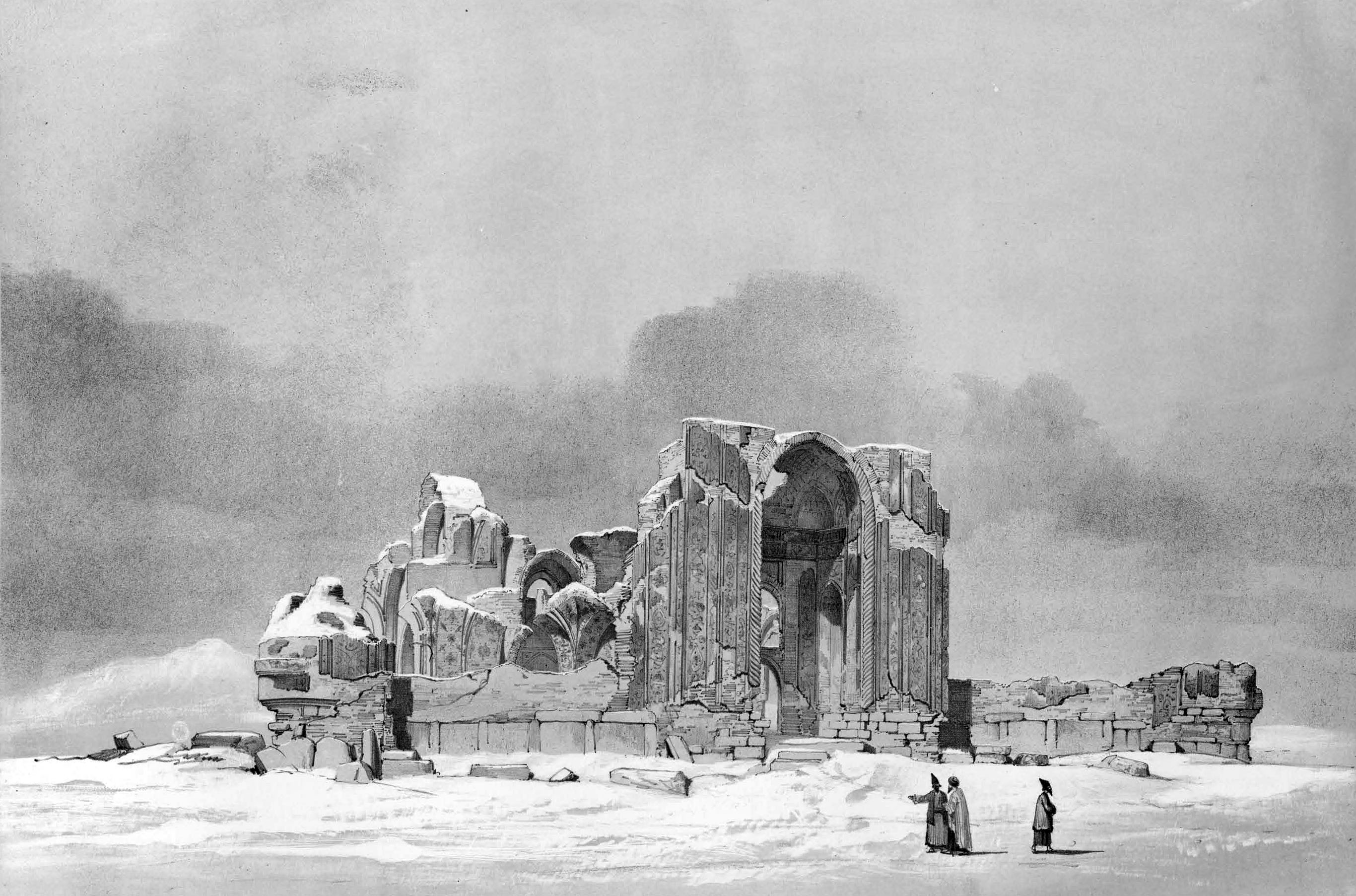
طرحی از خرابه‌های مسجد کبود ۱۸۴۱.
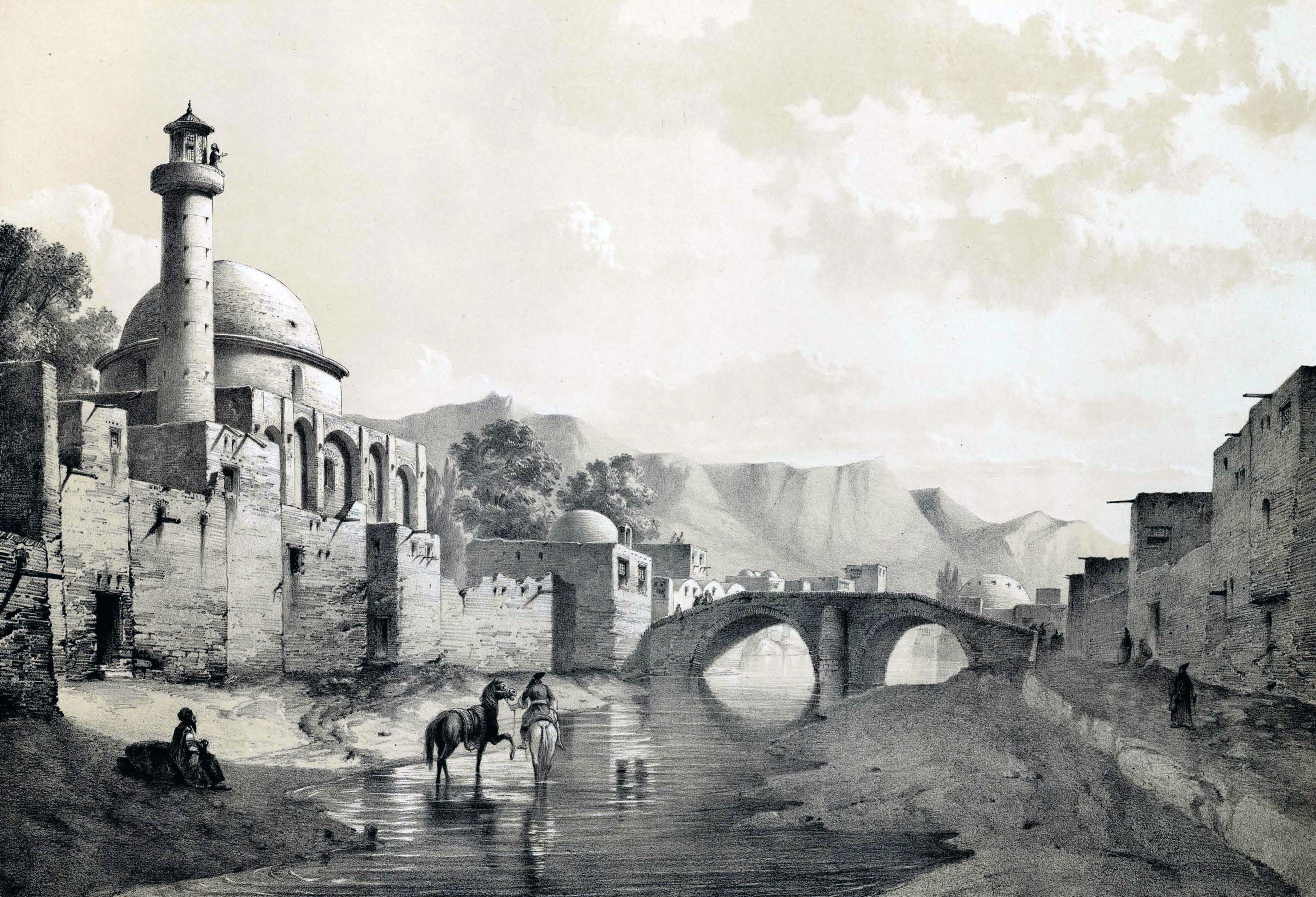
طرحی از مسجد صاحب‌الامر و رودخانه قوری‌چای، ۱۸۴۱.
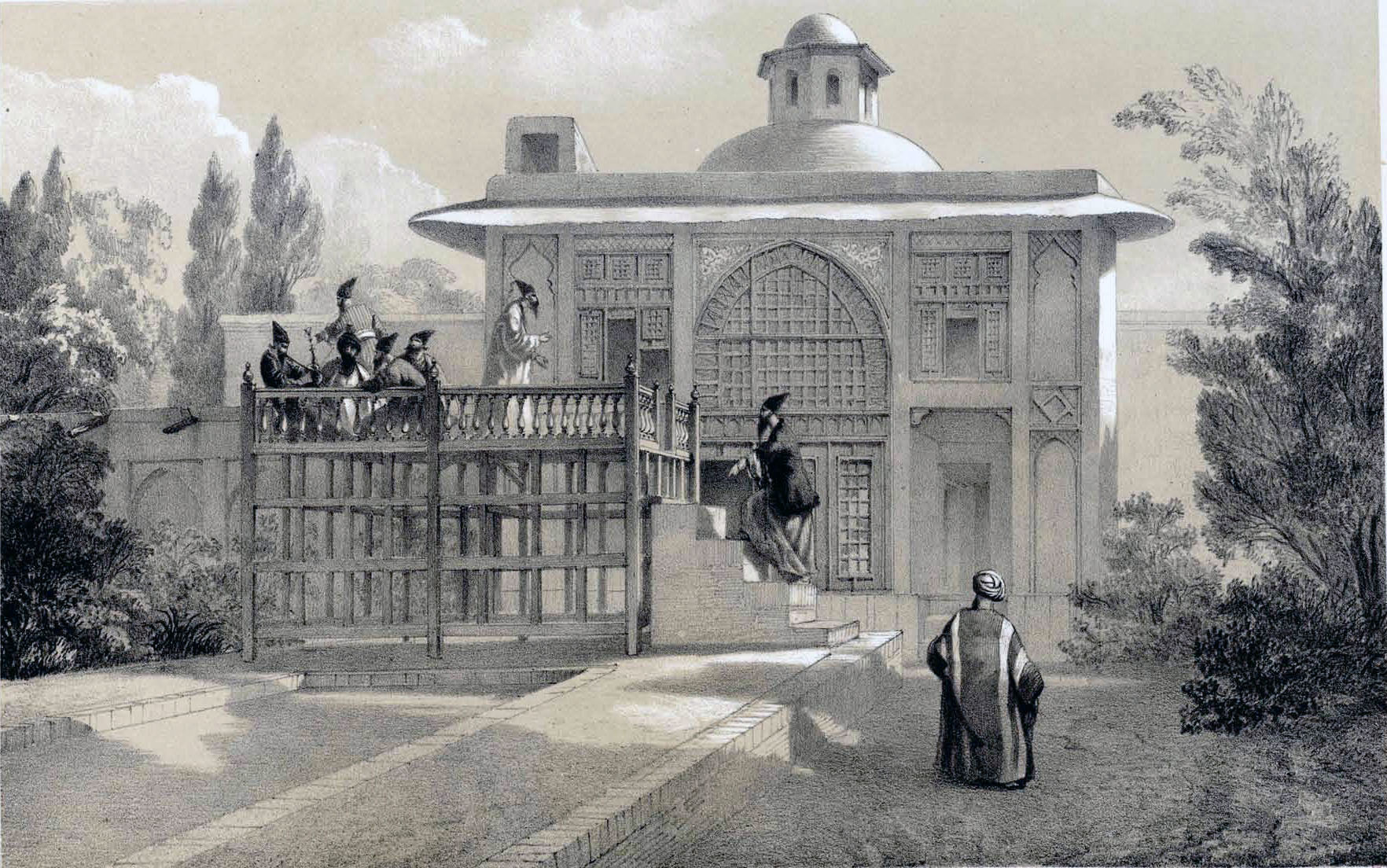
طرحی از یک خانه در تبریز ۱۸۴۱.
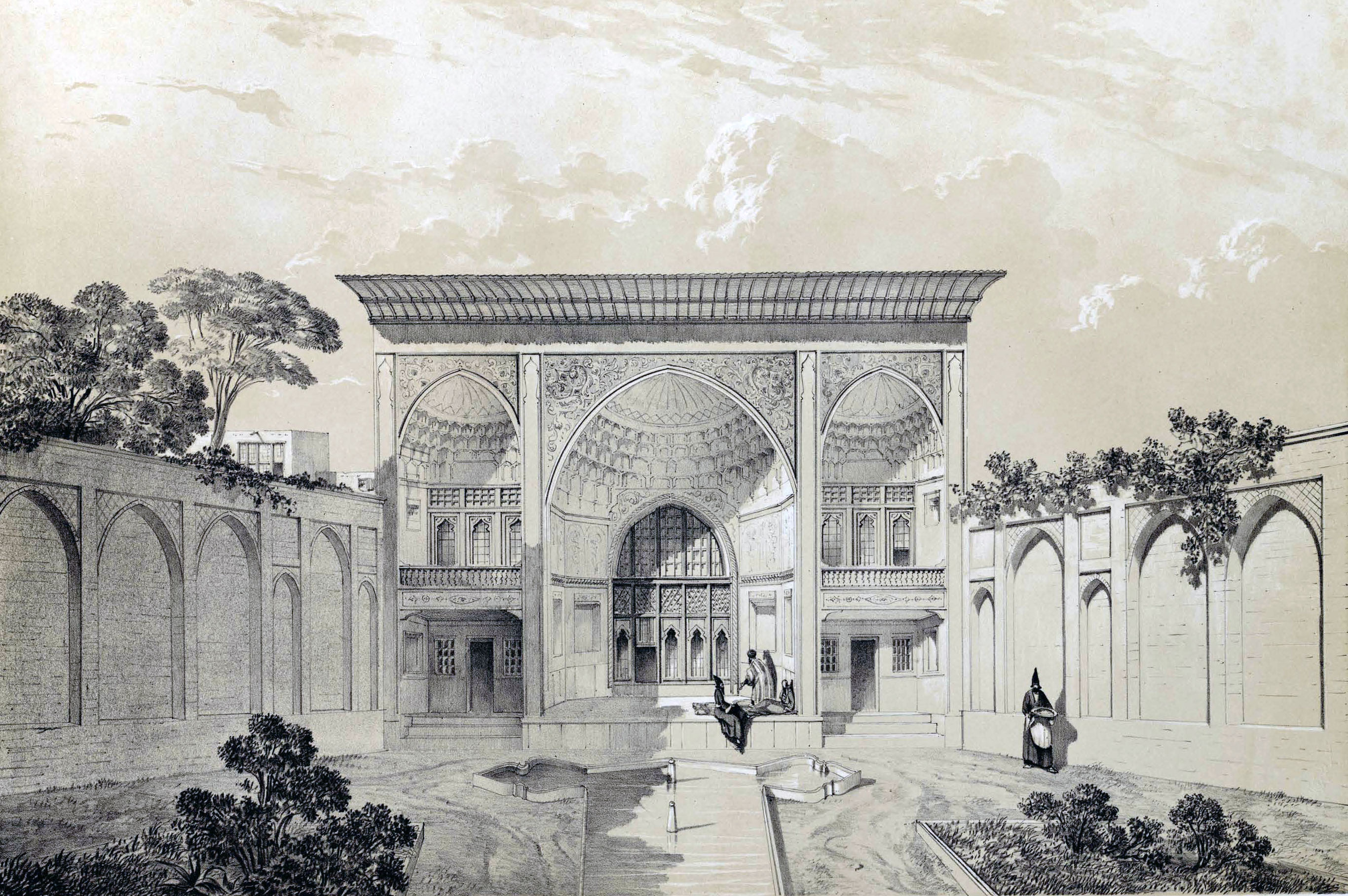
طرحی از یک خانه در تبریز ۱۸۴۱.
طرحی از خرابه‌های مسجد کبود در سال ۱۸۷۲.
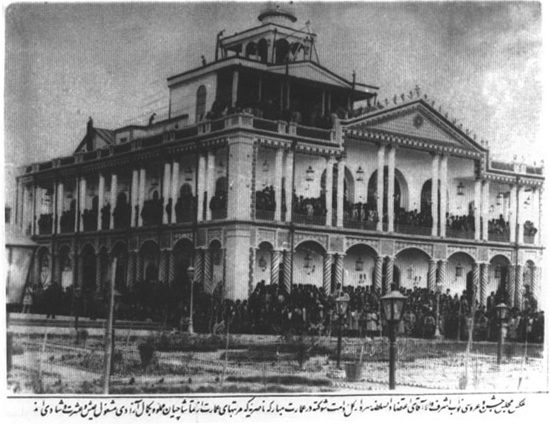
مجلس عروسی اعتضادالسلطنه در عالی قاپو (محل فعلی کاخ استانداری آذربایجان شرقی).
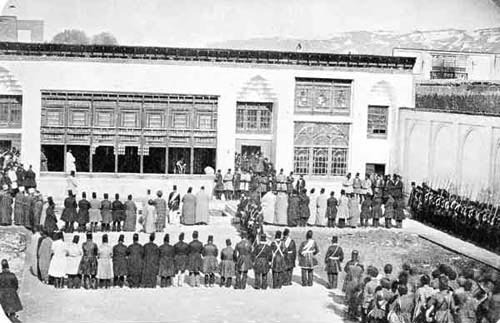
مراسم سلام به مظفرالدین شاه.

## از جنبش مشروطه تا انقلاب اسلامی

### جنبش مشروطه
این شهر در جنبش مشروطه نقشی مهم داشت و دلاوری و فداکاری‌های انقلابیون آزادی‌خواه تبریز چون ستارخان، باقرخان، و شیخ‌الاسلام نقش اساسی در به پیروزی جنبش و دوام حیابت مشروطه داشت. پس از سرکوب مشروطه توسط محمدعلی شاه قاجار حرکت‌های مشروطه‌خواهانه در تهران و سایر نقاط ایران به خاموشی گرایید. غیر از تبریز و چند محله آن، که آزادی‌خواهانی که حاضر باشند تا پای جان از این دست‌آورد پاسداری کنند به پا خواستند. ستارخان و پیروانش در محلهٔ امیرخیز، باقرخان در محله‌های خیابان و مارالان، ارامنه این محله‌ها، و حدود یک‌صد داوطلب مسلحی که توسط روشن‌فکران ارمنی شهر از قفقاز سازمان‌دهی شده‌بودند، شروع به مقاومت کردند. به تدریج چند محلهٔ دیگر شهر نیز به جمع آزادی‌خواهان پیوستند. در مقابل نیروهای استبداد طرف‌دار محمدعلی شاه در تبریز، به سرکردگی امام جمعهٔ تبریز و با حمایت طایفهٔ شاهسون و دیگر مدافعان استبداد به محاصره شهر پرداختند. این محاصره ماه‌ها به طول انجامید و باعث قحطی جیره در مناطق تحت کنترل نیروهای ملی شد. با ادامه محاصره، شهر در آستانه فاجعه قرار گرفت. قوای روس برای حفظ جان کنسول روس وارد عمل شدند که کار به نفع مشروطه‌خواهان تمام شد و محاصره تبریز شکسته شد. با شکست محاصره تبریز مردم رشت و همچنین بختیاری‌های جنوب اصفهان نیز به پاخواسته و جنبش مشروطه احیا شد. با شکسته شدن محاصره مشروطه‌خواهان به سمت تهران حرکت کرده و با فتح پایتخت به پیروزی رسیدند. در واقع باید گفت که شروع مجدد قیام مشروطه‌خواهان بر علیه استبداد محمدعلی شاهی، از شهر تبریز شعله‌ور شد و مقاومت مشروطه‌خواهان این شهر باعث پیروزی مشروطه شد.

#### اشغال تبریز بدست روس‌ها
پس از پیروزی‌های مشروطه‌خواهان مجلس ایران با استخدام مستشار آمریکایی بنام مورگان شوستر رأی به اصلاح سیستم مالی کشور داد. در این زمان روس‌ها اولتیماتومی با سه درخواست از جمله اخراج شوستر از ایران را به دولت ایران ارائه دادند و در پی نپذیرفتن اولتیماتوم توسط مجلس شورا، روس‌ها شروع به لشکرکشی به شمال ایران کردند. دولت ایران با انحلال مجلس شورای ملی و پذیرش اولتیماتوم روسیه سعی در جلوگیری از اشغال شمال ایران بدست روس‌ها داشت. اما حتی انحلال مجلس توسط دولت وقت و پذیرش اولتیماتوم، نتوانست از لشگرکشی دولت روس به مناطق شمالی کشور از جمله تبریز جلوگیری نماید. روس‌ها تجاوز خود را در آذر ماه ۱۲۹۰ آغاز نمودند. مردم تبریز در مقابل روس‌ها مقاومت کردند و سرانجام آتش‌بسی بین قوای درگیر به امضا رسید. روز بعد از آتش‌بس جنگ از سر گرفته شد ولی در غروب آنروز دو طرف با آتش‌بس موافقت کردند. در این هنگام میلیون شهر قصد آغاز صلح داشتند. آن‌ها تصور می‌کردند با شروع آتش‌بس روس‌ها به ترک مخاصمه تن خواهند داد. تبریزی‌ها به دلیل قطعی خطوط تلگراف از سوءاستفاده قوای روس از فرصت آتش‌بس برای تجدید قوا بی‌خبر بودند. در هنگام آتش‌بس پنج هزار سرباز روس تازه‌نفس از جلفا به قوای اشغالگر روس در نزدیکی تبریز فرستاده شدند. در فردای آن‌روز تهاجم روس‌ها با قوای بیشتر توانستند مقاومت مردمی شهر تبریز را در هم بشکنند. شیپلی کنسول وقت انگلیس در تبریز نوشته بود «به فرمانروای کل قفقاز دستور داده‌شده‌است تا به فرماندهان نظامی اجازه دهد با نظر کنسول‌های روسیه، اهالی را به شدیدترین وجه تنبیه کنند». خود شوستر در این باره نوشته‌است «تجربه به‌خوبی نشان داده‌است که دولت روسیه با داشتن قدرت در اموری نظیر این به هیچ وجه از وعده خود کوتاهی نمی‌کند. مبالغه نیست اگر بگوییم که هولناکی و دهشتناکی کشتار تبریز هرگز حقیقتاً معلوم نخواهد شد، زیرا که روس‌ها اهتمامی بلیغ در ضبط اخبار نموده‌اند». علاوه بر بمباران توپخانه‌ای چند روزه شهر، از روز دهم محرم (اول ژانویه) روس‌ها شروع به دستگیری و اعدام آزادی‌خواهانی چون میرزاعلی ثقةالاسلام تبریزی، پسران علی مسیو، و شیخ سلیم کردند. روس‌ها همچنین دست به کشتار مردم عادی زدند. کنسول انگلیس در تبریز در گزارشی به لندن اعلام نمود که روس‌ها پانصد زن و کودک را در تبریز قتل‌عام کردند. با سقوط تبریز با درخواست و پافشاری سفیر روس در تهران و با تأیید سفیر انگلیس صمد شجاع‌الدوله، از مخالفان سر سخت مشروطه، از طرف دولت ایران به عنوان والی تبریز منسوب شد. با ورود صمدخان به تبریز خونریزی‌ها ابعاد گسترده‌تری یافت. او شروع به ازبین بردن تمام آثار و افکار آزادی‌خواهی را در منطقه کرد. تمام ۲۵ مدرسه ابتدائی و متوسطه که بیش از سه هزار محصل داشتند تعطیل شده و برخی از آن‌ها تخریب شدند. صمد خان با تحریک روس‌ها محترمین، تجار و اصناف را جمع کرده و مجبور به امضاء نامه‌ای نمود که ما خواهان بازگشت محمدعلی شاه، شاه مخلوع توسط مشروطه‌خواهان، هستیم. تعداد اعدام شدگان شامل آزادی‌خواهان و مردم عادی تبریز در دوران اولیه اشغال تبریز بدست روس‌ها به ۱۲۰۰ تن می‌رسد. اشغال تبریز بدست روس‌ها تا درگیری آن‌ها با قوای عثمانی در حین جنگ جهانی اول ادامه یافت.

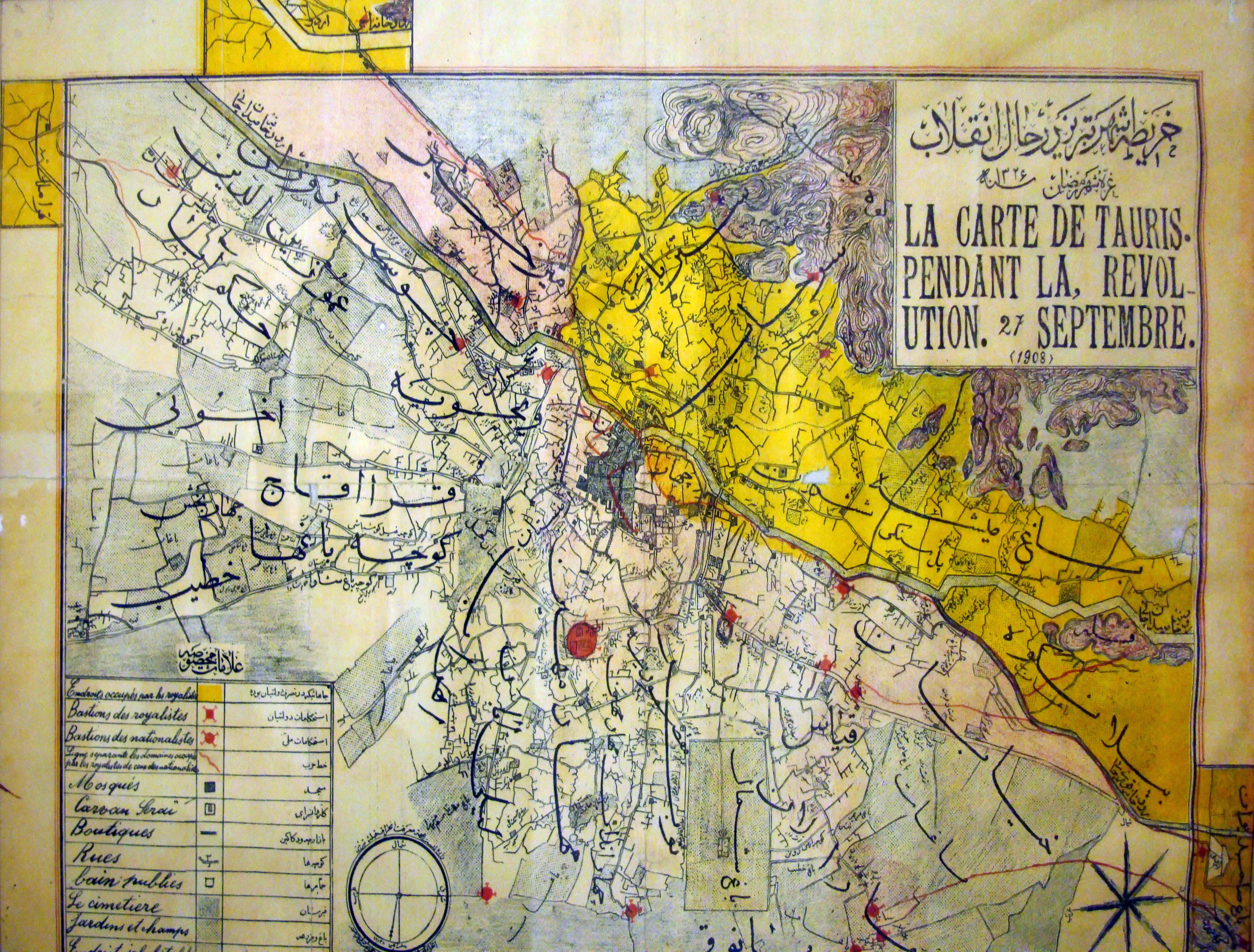
نقشه‌ای از تبریز در هنگام مبارزه نیروهای ملی با نیروهای دولتی در سال ۱۹۰۸ میلادی.
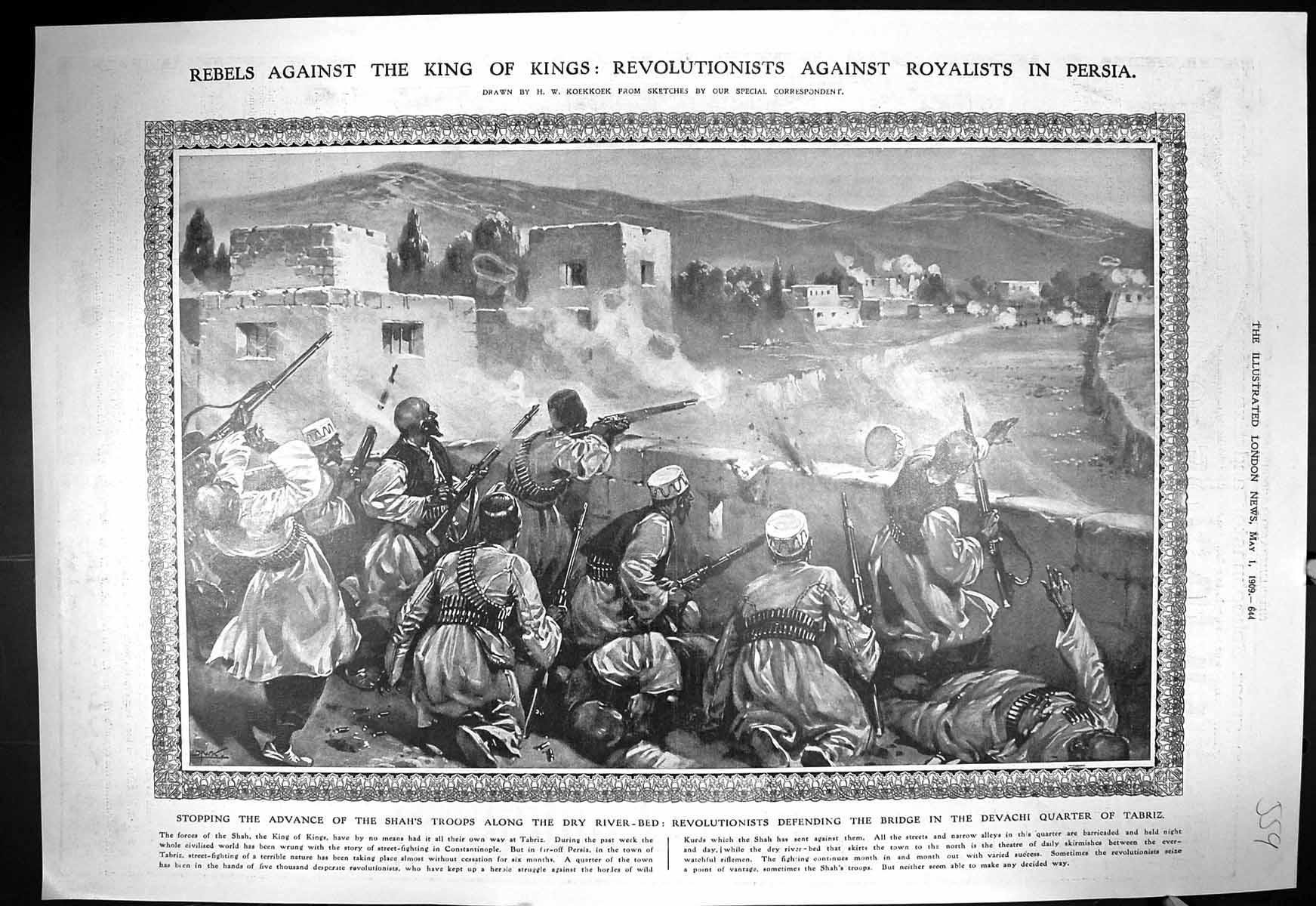
طرحی از مبارزه بین نیروهای ملی با نیروهای دولتی (پل دوچی، ۱۹۰۹ میلادی).
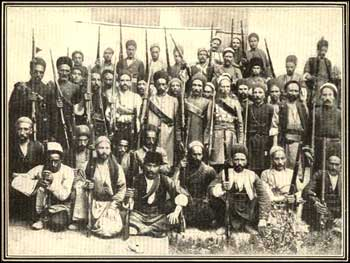
گروهی از نیروهای مشروطه طلب در تبریز.
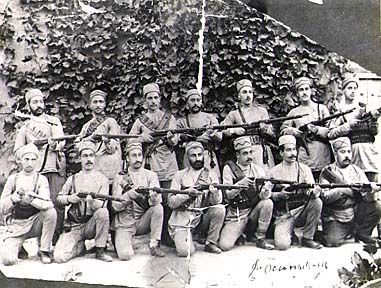
گروهی از نیروهای مشروطه طلب در تبریز.
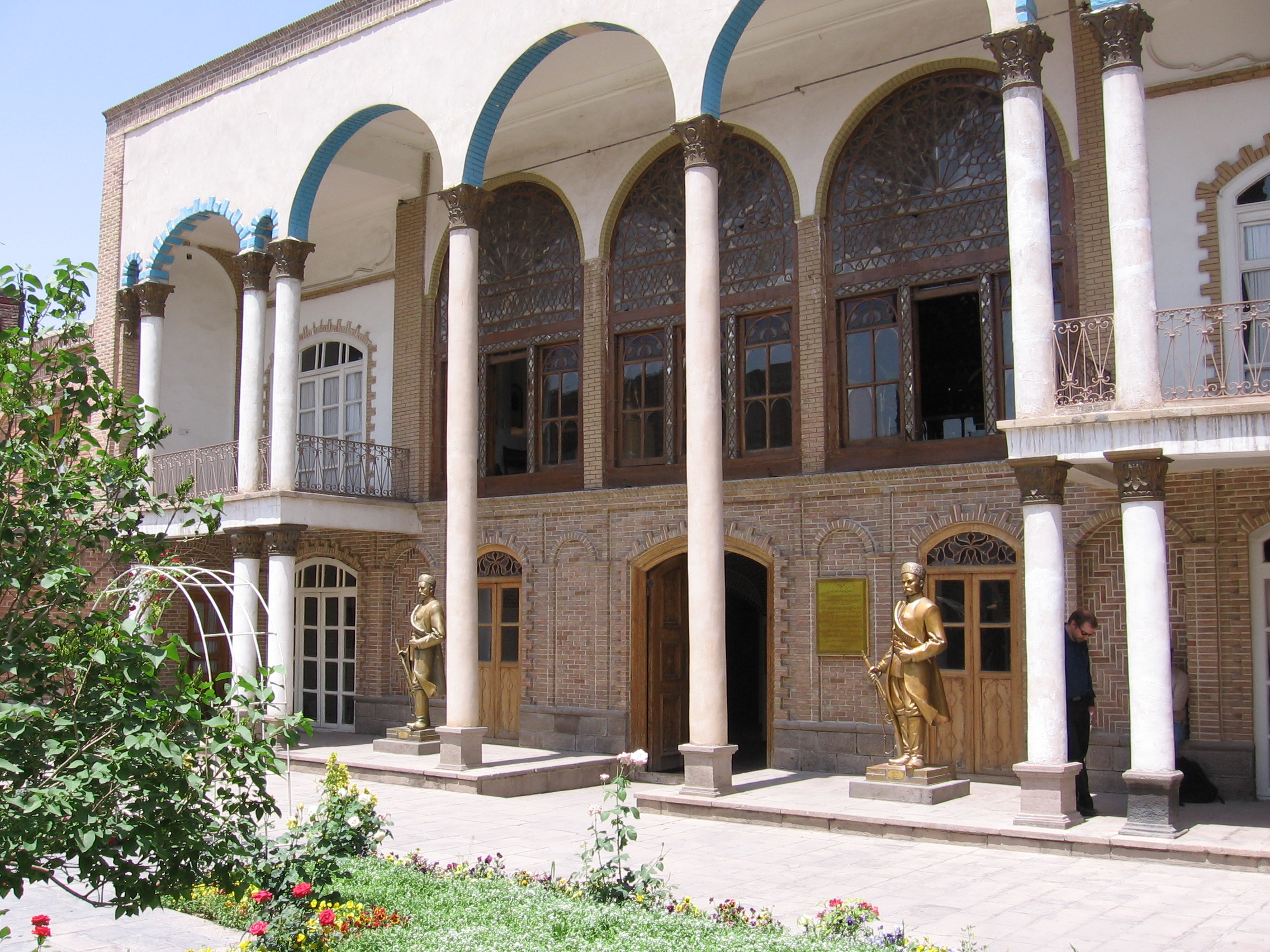
خانه مشروطیت محل جلسات انجمن غیبی تبریز در سال ۱۲۴۷ شمسی توسط حاج مهدی کوزه کنانی (ابوالمله) بنا نهاده شد.
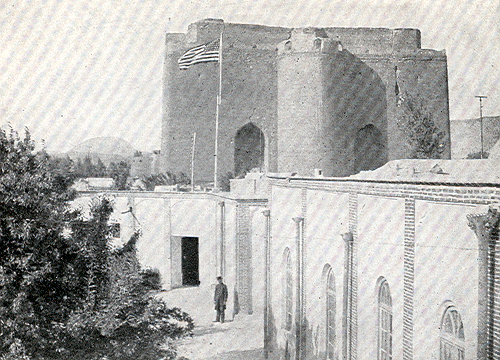
ارک تبریز و کنسولگری ایالات متحده در تبریز ۱۹۱۱.
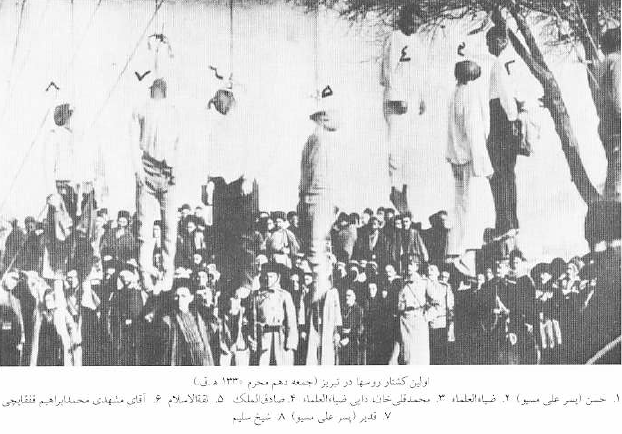
اعدام آزادی‌خواهان تبریزی بدست روس‌ها، ۱۹۱۱.
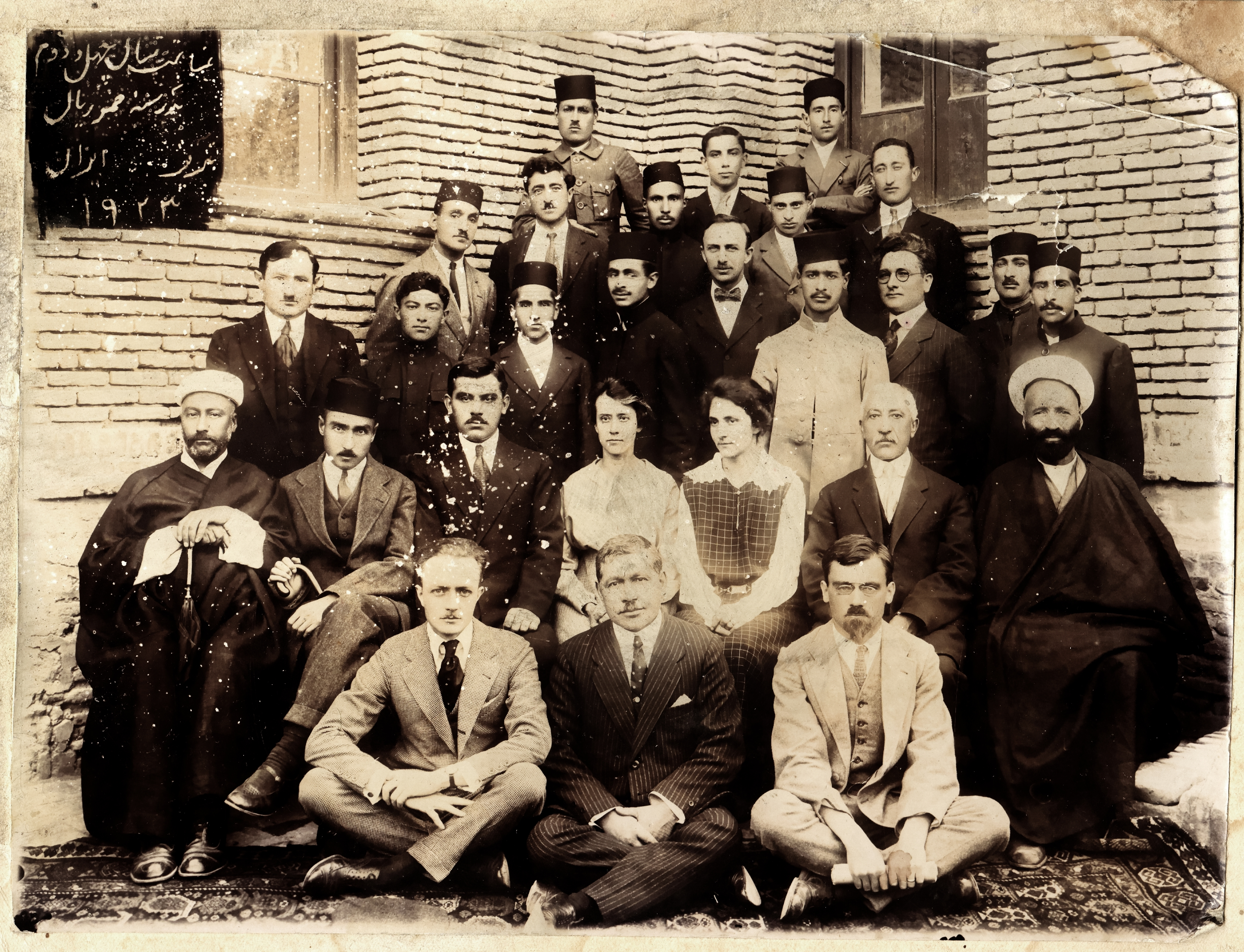
معلمان مدرسه امریکایی تبریز ۱۹۲۴.

### جنگ جهانی اول
در جریان جنگ جهانی اول دولت ایران اعلام بی‌طرفی نمود. با اینحال بیطرفی ایران از جانب هر دو قوای درگیر در جنگ پایمال شد. پیش از آغاز جنگ جهانی اول تبریز در اشغال قوای روس‌ها بود با شدت گرفتن و درگیری‌های گشترده بین قوای عثمانی و روس، شهر چندین بار بین قوای روس و عثمانی دست به دست شد. با پیروزی انقلاب سرخ در روسیه قوای روس از تبریز عقب نشستند. عثمانی‌ها با خلأ قدرت ایجاد موجود بر اثر تخلیه قوای روس وارد تبریز شدند. در زمان اشغال تبریز توسط عثمانی‌ها اقداماتی از قبیل تبعید شیخ محمد خیابانی و دموکرات‌های تبریز بدست قوای عثمانی انجام شد. در نهایت با پایان جنگ جهانی اول و اضمحلال امپراتوری عثمانی قوای عثمانی تبریز را تخلیه نمودند.

### حد فاصل بین دو جنگ جهانی
پس از پایان جنگ جهانی اول و در پی فروپاشیدن امپراتوری روس نیروهای امپراتوری روس در خطوط مقدم از جمله در تبریز سازمان خود را از دست داده و مجبور به عقب‌نشینی شدند. تا این زمان عوامل دولت مرکزی ایران و ولیعهد در پست خود باقی مانده‌بودند. با این‌حال در زمان تخلیه روس‌ها از تبریز در ۹ اسفند ۱۲۹۶، قدرت واقعی به کمیته محلی حزب دموکرات و رئیس آن اسماعیل نوبری سپرده شد. در این هنگام با خلأ قدرت، ناشی از عقب‌نشینی روس‌ها، عثمانی‌ها به سرعت مناطق تخلیه شده توسط روس‌ها را به اشغال خود درآوردند و در ۲۷ خرداد ۱۲۹۷ وارد تبریز شدند. : ۴۹۶ 
در پی اشغال عثمانی‌ها بسیاری از فعالان دموکرات تبریزی را از جمله محمد خیابانی، نوبری، و بادامچی را که به سبب کمک به مردم تبریز در جریان قحطی ۱۲۹۶ محبوبیت فراوانی کسب کرده‌بودند را دستگیر و تبعید نمودند. این دستگیری و تبعید نه تنها مورد اعتراض دولت وقت ایران قرار نگرفت بلکه شایعاتی مبنی بر اینکه دستگیری‌ها بنا به درخواست دولت ایران انجام شده‌بود پخش شد. خیابانی در بازگشت از تبعید و با دانش به همکاری دولت محلی با دشمن در زمان اشغال ایران، خواستار تغییراتی ساختاری در ایران شد که شامل خودمختاری بیشتری برای آذربایجان می‌شد. او دولت آزادیستان را در تبریز تشکیل داد. نام آزادیستان را برگزید تا از دولت آذربایجان که به تاریخ ۵ خرداد ۱۲۹۷ در شمال ارس تشکیل شده بود متمایز شود. وی خواستار خودمختاری بیشتر و عدم دخالت دولت مرکزی ایران در امور ولایات مختلف بود. با این حال خیابانی به دفعات اعلام نموده بود که قصد جدایی از ایران را ندارد. خیابانی حتی با اتهام اینکه قیام میرزا کوچک خان در شمال ایران به پشتیبانی روس‌ها گرم است از همکاری با آن‌ها سرباز زد. این هدف، بسیاری را در ایران بر علیه او شوراند از جمله این افراد کسروی بود که به او پشت نمودند. هر چند خیابانی هیچ وقت خواهان جدایی از ایران نبود. با وجود این مخالفان وی او را به جدایی طلبی متهم کردند. این خیزش اصلاح‌طلبان وقت ایرانی را شدیداً دوقطبی کرد دسته‌ای که متمایل به دولت مرکزی قوی بودند و دسته‌ای که متمایل به نظامی مشابه نظام فدرالی شدند. در شهریور ۱۲۹۹ مشیرالدوله، نخست‌وزیر وقت، مخبرالسلطنه هدایت را به استانداری آذربایجان منسوب کرد. یک هفته بعد مخبرالسلطنه خود را به تبریز رسانید و پس از یک هفته از ورود وی به تبریز قوای قزاق در تبریز مستقر شدند. قزاق‌ها در مدت کوتاهی کنترل نقاط کلیدی شهر را بدست گرفته و بیست نفر از دموکرات‌ها از جمله خیابانی را کشتند. به این ترتیب کنترل شهر بدست دولت مرکزی افتاد.: ۴۷–۵۱ 
در دوران پس از خیابانی دو قیام دیگر انجام شد. قیام انتقامیون به توسط شخصی بنام قیامی یکی از یاران خیابانی انجام شد که بیشتر در منطقه کلیبر در شمال تبریز فعال بود.: ۵۳  در سوم اسفند ۱۲۹۹ رضاخان با کودتا به همراه سید ضیا قدرت را در دست گرفت. در دوران پس از کودتا نارضایتی‌های بسیاری در نقاط ایران به وجود آمد. از جمله این فصل قیام‌ها قیام سرگرد لاهوتی فرمانده ژاندارمری در تبریز انجام شد. لاهوتی ژنرال ژاندارمری بود که از صوفیان سر به شورش نهاد و با پیوستن ژاندارم‌های شورشی از بندر شرفخانه توانستند قوای قزاق مستقر در تبریز را مجبور به عقب‌نشینی به سربازخانه‌هایشان در باغشمال نمایند. در تبریز دموکرات‌های تبریزی از این شورش استقبال کردند و لاهوتی در دوازده بهمن ۱۳۰۰ با در دست گرفتن کنترل دفاتر دولتی تبریز دولت مرکزی را به چالش کشید. این قیام مدت زمان طولانی دوام نیاورد. یک هفته پس از شورش لاهوتی با آمدن قوای قزاق تازه‌نفس و پیوستن آن‌ها به قزاق‌ها تحت محاصره در باغشمال در ۱۸ بهمن ۱۳۰۰ سال، ژاندارم‌های شورشی در تبریز نتوانستند مقاومت کنند. لاهوتی به همراه ۳۵۰ تن از شورشیان ژاندارم و شهروند به سمت شمال رفت و پس از عبور از رود ارس به اتحاد جماهیر شوروی پناه برد. در شوروی لاهوتی شغل جدید با عنوان شاعر خلق آغاز نمود.: ۱۳۴–۱۴۲  در این زمان هنوز چهار سال تا زمانی که رضاخان خود را شاه ایران اعلام کرده و سلسله پهلوی را آغاز نماید مانده بود.
در دوران زمامداری رضاشاه سیاست یک کشور، یک ملت در پیش گرفته شد. این سیاست بر یکسان‌سازی کلیه امور مردمی از جمله زبان کشور استوار بود. در این دوران سیاست‌های خشنی در اجبار به استفاده از زبان فارسی و فارسی سازی امور اتخاذ شد. چاپ و نشر به زبان‌های دیگر از جمله ترکی به کل ممنوع شد. سیستم آموزش سنتی با سیستم آموزش نوین که زبان فارسی تنها زبان مجاز ایرانی در آن به‌شمار می‌رفت جایگزین شد. همچنین آذربایجان از مدرنسازی و در پی آن صنعتی سازی ایران بهره چندانی نبرد بر خلاف استان‌های مرکزی و استان‌های سواحل خزر که دولت وقت دست به صنعتی کردن این نواحی کرده بود. به عنوان مثال در برهه بین ۱۳۱۰ تا ۱۳۲۰ که صدها کارخانه با حمایت دولت ایران در مناطق مرکزی و سواحل خزر به بهره‌برداری می‌رسیدند تنها ۲۲ کارخانه در تبریز و آذربایجان به بهره‌برداری رسیدند که فقط دو مورد این کارخانجات به‌طور مستقیم توسط دولت ایران حمایت بودند. ایالت آذربایجان که به‌طور سنتی دارای دولتمرد خود بود به دو استان آذربایجانشرقی به مرکزیت تبریز و استان آذربایجان‌غربی به مرکزیت رضاییه (با نام خود ساخته جدید) تقسیم شد. آذربایجان که زمانی دروازه ایران به مبالات با غرب بود به انبار غلات ایران تقلیل داده‌شد.: ۵۴–۶۱ 

### جنگ جهانی دوم و حکومت خودمختار آذربایجان
در هنگام جنگ جهانی دوم و اشغال ایران بدست متفقین کشور ایران بدون مقاومت زیادی توسط متفقین اشغال و در پی آن رضاخان از قدرت خلع شد. یکی از اندک مقاومت‌های ایرانی‌ها در شمال تبریز در نزدیکی رود ارس در مقابل قوای ارتش سرخ شوروی اتفاق افتاد. پس از کشته شدن سربازان مقاومت‌کننده ایرانی، روس‌ها حملات خود را متوجه تبریز نمودند و این شهر به اشغال قوای شوروی درآمد. پس از اتمام جنگ قوای شوروی از تخلیه این منطقه سرباز زدند و در سال بعد از جنگ جهانی دوم، در سال ۱۳۲۴، فرقه دموکرات آذربایجان با حمایت شوروی حکومتی خودمختار از دولت مرکزی ایران بر پا نمود و تبریز به عنوان مرکز فعالیت‌های این گروه انتخاب شد. با بیرون رفتن نیروهای شوروی و حمله نیروهای ارتش ایران نیروهای فرقه شکست خورده و حکومت خودمختار آذربایجان درست یک سال پس از تأسیس فرو پاشید. با وجود مدت کوتاه یک ساله حکومت خودمختار آذربایجان برخی اقدامات آن‌ها همانند تأسیس دانشگاه تبریز و تأسیس ده‌ها دبیرستان در سطح منطقه تأثیر بسزایی در سال‌های بعد از سقوط این حکومت داشت. امروزه نیز بسیاری از مردم منطقه حتی کسانی که خود را حامی حکومت ایران می‌دانند از دولت خودمختار با نیکی یاد می‌کنند. سیاست دوران شوروی کمونیستی و استالین موسوم به دیوار آهنین و بسته‌شدن مرزهای شمالی ایران در این دوران، ضربهٔ بزرگی به رونق تجاری شهر به‌عنوان مرکز مبادلات منطقه با همسایگان شمالی ایران وارد نمود.

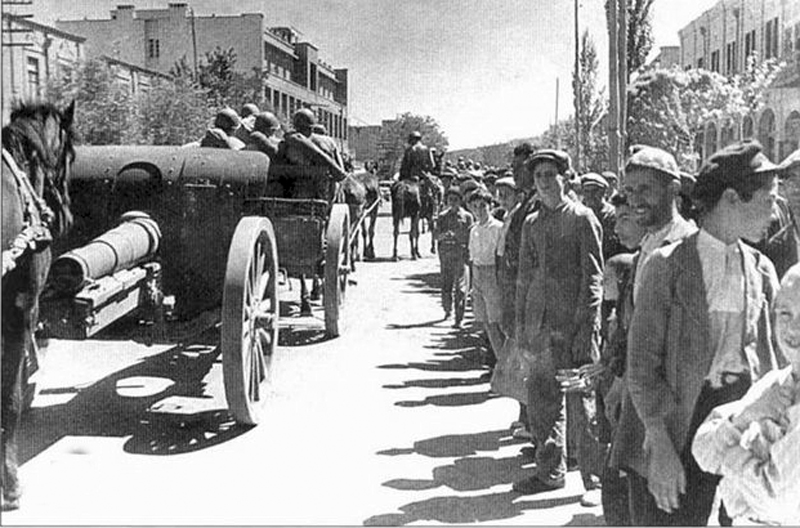
عبور واحدی از توپخانه ارتش شوری به هنگام اشغال تبریز در جریان جنگ جهانی دوم.
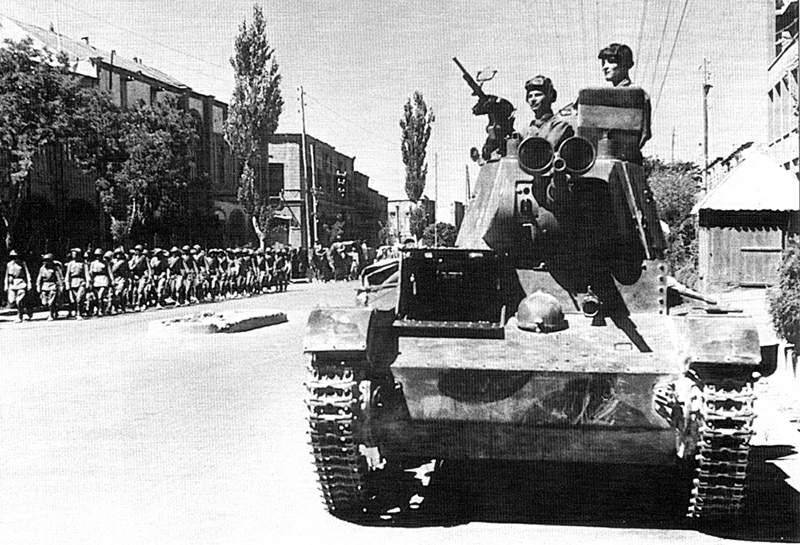
تانک ارتش شوری به هنگام اشغال تبریز در جریان جنگ جهانی دوم
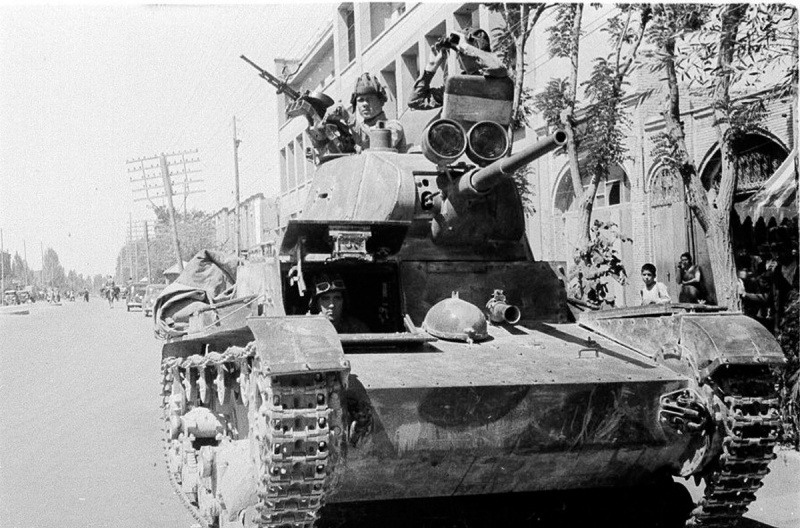
تانک تی ۲۶ لشکر ۶ام مکانیزه ارتش شوری به هنگام اشغال تبریز در جریان جنگ جهانی دوم.
گروهی از رهبران و فعالان فرقه دموکرات آذربایجان.

### دوران پس از دولت خودمختار تا آغاز انقلاب
در دوران پس از خروج نیروهای شوروی تا آغاز انقلاب ایران این شهر از آرامش نسبی برخوردار بود. این آرامش امکان سرمایه‌گذاری‌های وسیع از طرف بخش خصوصی و دولت ایران را در صنایع سنگین و همچنین در بخش‌های فرهنگی فراهم نمود. کارخانجات وصنایع سنگین بزرگی همانند تراکتورسازی تبریز، ماشین‌سازی تبریز، و پالایشگاه نفت تبریز در این زمان به بهره‌برداری رسیدند. همچنین کتابخانه ملی تبریز گشایش یافت. دانشگاه تبریز که با خروج نیروهای دولت خودمختار از تبریز به تعطیلی کشانیده شده بود با وقفه‌ای یک ساله بازگشایی شد. طرح توسعه کلان‌شهر تبریز در سال‌های پیش از انقلاب اسلامی تدوین شد و به اجرا گذارده‌شد. با این حال اجرای طرح مصوب جامع توسعه شهری تبریز با وقوع انقلاب اسلامی و حوادث متعاقب آن متوقف شد.

## از انقلاب ۱۳۵۷ تاکنون

### دوران گذار انقلاب

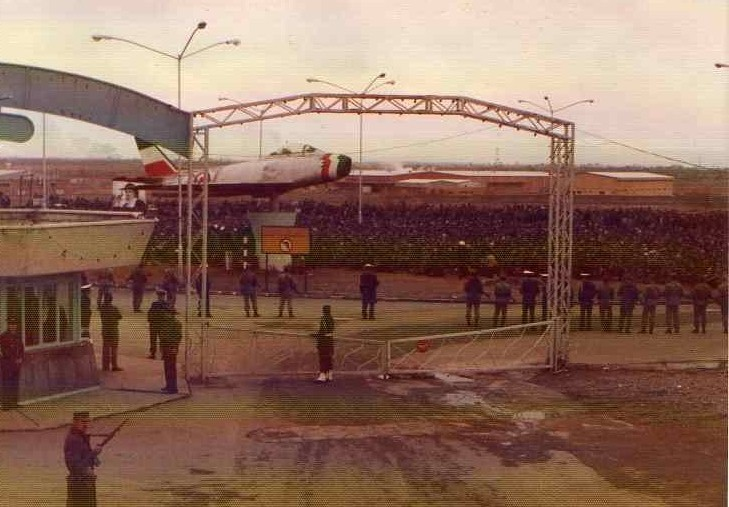
تجمع مردم تبریز پیش از پیروزی انقلاب ۱۳۵۷ در مقابل پایگاه دوم شکاری نیروی‌هوایی ایران که با مذاکره فرمانده وقت پایگاه، سرتیپ خلبان اصغر ایمانیان، با نماینده تجمع کنندگان بدون خشونت پایان یافت.

در ۲۹ بهمن ۱۳۵۶ خورشیدی، تظاهرات مردم تبریز به مناسبت چهلمین روز کشته‌شدگان ۱۹ دی ۱۳۵۶ تظاهرات قم به درگیری با پلیس و نیروهای امنیتی وقت کشید و معترضین پس از یک روز تظاهرات و درگیری بیش‌تر نقاط شهر را تسخیر نمودند. در ادامه در روزهای بعد تا پیروزی انقلاب این شهر نقشی بارز در انقلاب اسلامی ایفا نمود.

### پس از انقلاب
بعد از انقلاب ایران در سال ۱۳۵۷، طرفداران حزب جمهوری خلق مسلمان ایران، به طرفداری از آیت الله شریعتمداری برخی ناآرامی‌ها را در این شهر پدیدآوردند. طرفداران این حزب با اختلاط دین و سیستم سیاسی مخالف بودند و همچنین خواهان احقاق حقوق اقلیت آذربایجانی بودند. در پی گسترش ناآرامی‌ها نیروهای نظامی مستقر در این شهر از جمله پایگاه نیروی هوایی تبریز به حمایت از معترضین پرداخت. در نهایت کنترل مراکز حساس شهر از جمله مرکز صدا و سیما تبریز و پایگاه دوم شکاری نیروی هوایی به دست معترضین آمد. معترضان برای نشان دادن قدرت خود شش فروند جنگده فانتوم را در ارتفاع پایین بر فراز تبریز به پرواز درآوردند. نیروهای پاسداران انقلاب اسلامی اعزامی از تهران به وسیلهٔ هلیکوپتر در دانشگاه تبریز، که تحت کنترل گروه‌های چپ حامی رژیم انقلابی تهران بود، پیاده شدند و درگیری‌ها در تبریز به خشونت کشیده‌شد. آیت الله خمینی، رهبر وقت انقلاب ایران، به دیدار شریعتمداری که در آن زمان در قم زندگی می‌کرد شتافت و چنان وانمود شد که این دیدار برای مصالحه انجام گرفته‌است. برخی روزنامه‌ها ادعا نمودند که در این دیدار خمینی تهدید کرده بود که در صورت عدم تسلیم مرکز تلویزیون تبریز ظرف ۲۴ ساعت این شهر بمباران خواهد شد. سید محمدکاظم شریعتمداری از بیم تبدیل تبریز و آذربایجان به کردستانی دیگر در پیامی که از تلویزیون دولتی ایران پخش شد، مردم را به پرهیز از خشونت دعوت نمود و سرانجام اعتراضات تبریز آرام گرفت. با دستگیری‌ها و اعدام‌های گسترده، حصر خانگی و خلع لباس سید محمدکاظم شریعتمداری، و تعطیلی حزب خلق مسلمان این ناآرامی‌ها در۲۰ دی‌ماه ۱۳۵۸ خاتمه یافت. بعد از ناآرامی‌های مربوط به حزب خلق مسلمان، و به بهانه تأسیس مصلای نماز جمعه، بخش‌های بزرگی از دیوارهای ارگ تبریز، پارک باغ ملت، و سالن تئاتر شیر و خورشید تبریز توسط جهاد سازندگی با استفاده از بولدوزر و مواد منفجره تخریب شد.

### جنگ ایران و عراق
جنگ ایران و عراق این شهر را مانند سایر نقاط نیمه غربی ایران متأثر نمود. نیروهای داوطلب تبریز در سال‌های جنگ نقش بارزی در دفاع از مرزهای کشور ایران داشتند و حضور نیروهای داوطلب تبریزی در آن دوران درخور توجه بود. بنابر آمار رسمی موجود، شمار کشته‌شدگان (شهیدان) این شهر در این جنگ بیش از ۴٬۲۰۰ تن بوده‌است. در اواسط این جنگ به هنگام جنگ شهرها مناطق صنعتی و مناطق مسکونی تبریز بیش از ۴۰ بار مورد حمله هوایی نیروی هوایی ارتش عراق قرار گرفت. از جمله قربانیان بمباران هوایی تبریز، ۲۲ تن از دانشجویان دانشگاه تبریز می‌باشند که به هنگام بمباران ساختمان‌های این دانشگاه کشته شدند.

### سال‌های بعد از جنگ
آرامش نسبی بعد از جنگ مجدداً فضا را برای توسعه و سرمایه‌گذاری در تبریز فراهم نمود. با این حال توسعه تبریز در سال‌های بعد از انقلاب اسلامی و بعد از جنگ غیرمتوازن و بدون توجه به برنامه مدون توسعه شهری این کلانشهر انجام شده‌است. توسعه افسار گسیخته سال‌های پس از انقلاب باعث ایجاد نارسایی‌های مبرم در خدمات شهری و آسیب‌های زیست‌محیطی در تبریز و اطراف آن شده‌است. در سال‌های اخیر مسولان این کلانشهر طرح توسعه جدیدی را ترسیم نموده‌اند که هدف آن متوازن نمودن توسعه شهری تبریز می‌باشد.